# Magnus Heinason
Magnus Heinason (aussi connu sous le nom de Mogens Heinesøn) (4 mars 1545 – 18 janvier 1589) est un héros naval, un commerçant et un corsaire féroïen du XVIe siècle. Il est le fils de Heine Havreki, un prêtre norvégien de Bergen qui a émigré aux îles Féroé et qui a participé à l’introduction de la réforme luthérienne dans les îles Féroé, et de Gyri Arnbjørnsdatter, la seconde épouse de Heine Havreki et descendante d’un clan norvégien particulièrement puissant et riche.
Heinason s’est fiancé trois fois et marié deux fois. Il a un fils, Rasmus Magnussen, avec une Féroïenne nommée Kollfina vers 1560. Rasmus Magnussen (1560–1670) vivra jusque vers l’âge de 110 ans et aura notamment un fils vers 103 ans. En 1580, Heinason rencontre une noble norvégienne, Margrethe Axeldatter Gyntersberg, ou von Güntersberg (1565–1589). Ils ont un fils, Mogensbarn, qui meurt avant l’âge adulte. Heinason et Margrethe ne se marient pas, celle-ci l’accusant de viol. La famille de Margrethe demande alors à Heinason d’épouser la sœur cadette de Margrethe, Sophie Axeldatter Gynhterberg (1566–1607). Leur mariage a lieu en 1582 à Bergenhus, Bergen et ils auront une fille, Elsebeth Magnusdatter (1584–1645).
Pendant 10 ans, Heinason exerce l’activité de corsaire sous Guillaume Ier d'Orange-Nassau et son fils Maurice de Nassau, Prince d'Orange, combattant les Espagnols pendant la guerre de Quatre-Vingts Ans. De 1559 à 1588, il obtient du roi Frédéric II le droit de commercer avec les îles Féroé. Plus tard, il reçoit des lettres de marque l’autorisant à couler ou capturer les navires pirates et anglais.
Heinason construit les premières fortifications de Tórshavn. Il est ensuite capturé et envoyé à Copenhague par ordre du trésorier et stathouder Christoffer Valkendorff, qui dirigeait alors en grande partie le Royaume du Danemark et de Norvège. Heinason est alors jugé et décapité. Un an plus tard, sa dépouille sera exhumée et transférée au monastère d'Ørslev (commune de Skive), où elle se trouve encore aujourd’hui.

## Biographie

### Son enfance
Heinason est né le 4 mars 1545 à Oyndarfjørður. Heine Havreki, son père, prêtre dans les îles Féroé, voyage beaucoup par la mer et Heinason l’accompagne souvent dans ses voyages. Dès son enfance, Heinason apprend à piloter des bateaux de petite taille et acquiert énormément d’expérience qui lui servira plus tard dans sa vie.

### Ses premiers pas dans la vie d’adulte
Vers l’âge de 17 ou 18 ans, Heinason arrive en Norvège, qui fait alors partie du Royaume du Danemark et de Norvège, où son père vient d’être transféré. Sa famille s’installe à Bergen, où Heinason réalise son rêve de devenir marin, grâce à des relations de la famille de son père. Très jeune, il devient capitaine d’un navire marchand sur la route maritime reliant Bergen aux îles Féroé que son père avait déjà parcourue pendant de nombreuses années. Lors de son troisième voyage, il subit une attaque de pirates. Les détails de cet épisode sont inconnus, mais l’on sait qu’il sera critiqué et moqué à son retour à Bergen pour avoir abandonné le combat sans s’être battu. Cet affront le blesse profondément et il jure de se venger. Il quitte alors la Norvège et s’engage dans la marine hollandaise. Cette partie de la vie de Heinason est peu connue.

### Son arrivée au Danemark
10 ans plus tard, Heinason revient au Royaume du Danemark et de Norvège, avec des recommandations de Guillaume Ier d'Orange-Nassau et son fils Maurice de Nassau, Prince d'Orange, pour le courage dont il a fait preuve lors des combats en mer contre les Espagnols pendant la guerre de Quatre Vingts Ans, qui libérera plus tard les Hollandais de l’emprise espagnole. Il se servira de ces recommandations lorsqu’il rencontrera plus tard le roi Frédérick II.
Heinason a probablement l’envie de retourner à Bergen et de redevenir le capitaine d’un navire marchand, assurant les échanges entre Bergen et let îles Féroé, à la différence près qu’il serait désormais capitaine de son propre navire. Ceci aurait été d’autant plus facile que, pendant que Heinason est en Hollande, son demi-frère, Jón Heinason, est devenu Løgmaður, c’est-à-dire Premier Ministre des îles Féroé, en 1571. Heinason apprend alors que le trésorier et stathouder Christofer Walkendorff, qui dirige alors en grande partie le royaume, n’accorde plus aux marchands privés le droit de commercer avec les îles Féroé. Depuis 1578, cette route maritime est assurée exclusivement par des navires royaux et devient un monopole royal.

### Le monopole
Heinason rencontre le roi Frédérick II afin de lui demander de mettre fin au monopole et d’obtenir le droit d’exploiter cette route maritime. Le roi n’étant pas favorable à cette demande, Heinason décide de ruser et prétend que certaines personnes des îles Féroé lui doivent de l’argent. Il demande alors au roi une autorisation spéciale de naviguer une seule fois de Bergen aux îles Féroé afin de récupérer son argent. Le roi accepte mais veut s’assurer que Heinason ne fera aucun commerce même si ceux qui lui doivent de l’argent n’en ont pas et lui donnent des marchandises en échange. Dans ce cas, Heinason devra donner toute la marchandise au roi. Heinason accepte et le roi lui accorder le droit de partir pour les îles Féroé.
Heinason quitte Copenhague et part pour les îles Féroé avec l’intention de trouver du soutien pour mettre fin à ce monopole. Il y rencontre des personnalités influentes telles que son demi-frère Løgmaður Jón Heinason ainsi que les hauts magistrats des îles Féroé et parvient à les inciter à se rebeller contre le monopole. Au cours d’un Thing, les Féroïens décident de demander au roi de déléguer la supervision du commerce avec les îles Féroé à un tiers, qui tiendra les comptes et s’assurera que tout se passe dans la légalité. En cas de refus du roi, les Féroïens voudraient qu’il y ait un homme sur les îles autorisé à commander son propre navire et à ravitailler les îles depuis Bergen en bois et en fourrage, qui font cruellement défaut depuis que le monopole royal a été mis en place.
La demande des Féroïens est présentée au roi Frédérick II en décembre 1578, au château de Koldinghus, à Kolding. Les émissaires féroïens venus présenter cette demande expliquent au roi que, si celui-ci accepte leur proposition, ils voudraient que ce soit Heinason qui commande ces navires marchands. Le roi ne prend pas de décision et préfère demander à son trésorier et stathouder Christofer Walkendorff de calculer si cette solution serait préférable, étant donné que c’est lui qui avait suggéré de créer ce monopole. Pendant que Christofer Walkendorff est occupé à calculer et vérifier les comptes, ce qui lui prendra quelque temps, Heinason se rapproche du roi Frédérik II, si bien que, lorsque Christofer Walkendorff vient présenter ses calculs, ceux-ci n’ont plus d’importance puisque Heinason a déjà convaincu le roi de le mettre aux commandes des navires et de lui accorder le droit d’exploiter la route maritime vers les îles Féroé. De ce fait, tous les produits des îles Féroé sont envoyés vers Bergen par les navires de Heinason et, à leur retour, ils transportent de Bergen vers les îles Féroé du bois, de la bière, du fourrage, etc. Cet affront à Christofer Walkendorff aura des conséquences, puisque celui-ci cherchera à se venger de Heinason.

### Les pirates attaquent Tórshavn
Au cours de l’été 1579, la ville de Tórshavn est attaquée par un pirate écossais nommé Klerck et ses hommes. Les Écossais pillent les coffres contenant les taxes dues au roi ainsi que de nombreuses marchandises privées. Heinason perd notamment des marchandises destinées à être vendue et taxées par le roi. Lorsqu’il apprend la nouvelle, Heinason quitte les îles Féroé pour se rendre au Danemark et présenter l’affaire au roi. Il souhaite que le roi couvre ses pertes de marchandises, étant donné qu’il les avait achetées par ses propres moyens. Le roi accepte de couvrir la moitié des pertes, l’autre moitié devant être supportée par Heinason.
Heinason n’est pas satisfait de cette décision. Il demande alors au roi l’autorisation d’armer ses navires marchands de canons, afin de combattre les pirates, ou au moins de les capturer et de les ramener à terre pour les faire juger. Le roi accepte, conforté par les recommandations de Guillaume Ier d'Orange-Nassau et son fils Maurice de Nassau, Prince d'Orange, pour le courage dont Heinason a fait preuve en lors des combats en mer contre les Espagnols pendant la guerre de Quatre Vingts Ans.
Le roi évoque également les pertes d’argent qu’il subit sur les droits du Sund, des droits de douane en vigueur dans le détroit d'Øresund qui représentait jusqu'à deux-tiers des revenus du royaume du Danemark aux XVIe et XVIIe siècles. Il explique avoir des problèmes particulièrement avec les navires marchands hollandais, qui, pour commercer avec la Russie, préfèrent faire un détour par le nord de Norvège, en passant par la mer Blanche, plutôt que de passer par le détroit du Sund. C’est ainsi que Heinason obtient des lettres de marque, l’autorisant à attaquer et capturer tout navire qui tenterait de faire le détour par le nord de la Norvège.
Vers 1580, Heinason est stationné dans le château de Tórshavn afin de prévenir toute attaque pirate. Des contrebandiers allemands parviennent tout de même à échapper à sa surveillance et vendre leurs marchandises à la population, évitant ainsi de payer les taxes, ce qui provoque des tensions avec le roi. Christofer Walkendorff, à l’affut des faux-pas de Heinason, cherche à utiliser cette mésaventure de Heinason pour lui faire perdre le monopole du commerce avec les îles Féroé. Pour apaiser les tensions, Heinason propose au roi de chercher une route maritime vers le Groenland, mais l’abondance de glace autour du Groenland-de-l'Est l’empêche d’atteindre son but.
En 1581, Heinason est accusé de fraude et du viol de Margrethe Axeldatter Gyntersberg. Il n’est pas impossible que Christofer Walkendorff ait monté ces affaires. Quoi qu’il en soit, Heinason est particulièrement menacé et s’exile aux Pays-Bas où il rejoint de nouveau Guillaume Ier d'Orange-Nassau. Le roi Frédéric II finit par effacer les charges qui pèsent contre Heinason et lui donne l'île Egholm dans le Limfjord.

### Sa fin et son héritage
Christofer Walkendorff n’abandonne pas son projet de vengeance pour autant. Il obtient l’aide de quelques Anglais qui accusent Heinason d’avoir capturé illégalement un navire anglais pendant qu’il servait les Pays-Bas. Heinason se voit contraint de fuir une fois de plus, mais sera rattrapé et arrêté en Norvège. Le roi Frédéric II vient de mourir et Christofer Walkendorff en profite pour obtenir une enquête et un procès peu conventionnels et expéditifs. Deux jours après la fin du procès, le 18 janvier 1589, Heinason est décapité sur la place du palais (Slottsplassen) à Copenhague.
Un an plus tard, la veuve de Heinason, Sophie, avec l’aide d’un ami de son défunt époux, demande que Heinason soit rejugé, invoquant un procès non réglementaire. Heinason est acquitté de toutes les charges qui avaient été retenues contre lui. Sa dépouille est alors exhumée et transférée au monastère d'Ørslev (commune de Skive), où elle se trouve encore aujourd’hui. Toutes les fonctions de Christofer Walkendorff lui seront retirées.
À proximité du château de Jægerspris sur l'île de Seeland se trouve un mémorial en l’honneur de Heinason parmi d’autres, tels que Peter Wessel Tordenskiold, Ludvig Holberg et Snorri Sturluson.
Heinason a donné son nom à un navire océanographique féroïen, qui sera illustré sur un timbre féroïen en 2002, ainsi qu’à un fjord du Groenland-de-l'Est, le Kangerdlugsuatsiak, appelé en danois le fjord de Mogens Heinesøn.

## Sources
- (en) Cet article est partiellement ou en totalité issu de l’article de Wikipédia en anglais intitulé « Magnus Heinason » (voir la liste des auteurs).

- (da) Cet article est partiellement ou en totalité issu de l’article de Wikipédia en danois intitulé « Magnus Heinason » (voir la liste des auteurs).

- (no) Cet article est partiellement ou en totalité issu de l’article de Wikipédia en norvégien intitulé « Magnus Heinason » (voir la liste des auteurs).